# Modularita mysli
Modularita (psychologie a neurovědy)
Vyskytující se v nezávislých jednotkách určitých oddělených procesů nebo oblastí, nikoli v integrované podobě napříč procesy či oblastmi. 
Modulární mysl
Termín zavedený Jerrym Fodorem (1983), který chápe některé percepční procesy jako funkčně nezávislé automatické systémy, které operují s informacemi relevantními pro tento kanál bez vědomí vyšších kognitivních procesů. Představa modularity byla rozvedena Cosmidesovou a Toobym (1992) a Sperberem (1994), takže zahrnovala i vyšší kognitivní procesy. 
Modularita mysli je teoretický koncept, který předpokládá, že mysl (mozek) může být složená z množství doménově odlišných vrozených neurálních struktur (modulů, domén), které plní odlišné funkce (funkční architektura mysli).

## Rozdělení na základě specifičnosti
V rámci problematiky je na mysl člověka nahlíženo z úhlu dvou níže uvedených teorií. Tato dualita do jisté míry kopíruje odvěký psychologický problém dědičnost versus prostředí (mysl doménově specifická versus generální).
Doménově specifická mysl:
Představa, že se mysl skládá z řady vrozených modulů, přičemž každý modul je uzpůsoben k řešení specifických problémů konkrétního typu. Kognitivní schopnosti (a chování) jsou vrozené (instinktivní).
Doménově generální mysl:
Mozek představuje jednotný celek, který reaguje flexibilně v různých situacích. Mentální procesy jsou interakcemi mezi schopnostmi, které nejsou doménově specifické (jako např. paměť, představivost, usuzování, percepce). Tyto kognitivní schopnosti jsou naučené na základě zkušeností – populace neuronů se učí specializovat na konkrétní typ problémů prostřednictvím zkušeností.

## Historie modularity

### Počátky
Franz J. Gall
Primitivní základ myšlenky modularity mysli nalézáme v 19. století v práci německého fyziologa a anatoma Franze Josefa Galla. Na základě výzkumu lebek svých pacientů a pitev vyslovil kontroverzní tezi o souvislosti mentálních schopností a psychologických vlastností člověka s anatomií mozku. Individuální mentální charakteristiky souvisejí se specifickými oblastmi mozku, a proto je možné vyčíst psychiku jedince ze tvaru a velikosti těchto center. Gall se domníval, že lebka nasedá těsně na mozek a proto odráží jeho vlastní strukturu. Pomocí různých měření dokázal odhadnout celou osobnost člověka na základě fyzického vzhledu. Gall sestavil mapu, na které přiřazoval psychické vlastnosti a mentální schopnosti k různým oblastem lebky a založil tak obor zvaný frenologie. Tato extrémní teorie byla ve 20. století vyvrácena.
Broccovo a Wernickeovo centrum řeči
Francouzský lékař Pierre-Paul Broca nalezl oblast kortexu obsahující motorické centrum řeči, které je u praváků většinou umístěno v levém frontálním čelním laloku (dnes oblast 44). Při jeho postižení vzniká expresívní (Broccova) afázie, při které není postižený schopen artikulace řeči při zachování schopnosti porozumění řeči.
Wernickeovo senzorické centrum řeči ovlivňuje schopnost porozumění mluvené řeči a většinou je umístěno v levé části mozkové kůry (u praváků). Při Wernickeově afázii tedy dochází ke špatnému chápání (až neschopnosti) řeči, naopak artikulace je zachována. Postižený hovoří plynule, jeho řeč však postrádá smysl.

### Jerry A. Fodor–Systémy periferních vstupů
Termín „modularita mysli“ použil poprvé v roce 1983 americký filozof, kognitivní vědec a lingvista Jerry Alan Fodor.
Systémy periferních vstupů a centrální kognitivní procesy
Ve své publikaci Modularity of mind rozlišuje tzv. „systémy periferních vstupů“, které zahrnují nižší kognitivní procesy (např. percepce, porozumění řeči) a jsou modulární a „centrální kognitivní procesy“ (vyšší kognitivní funkce), které nemohou být modulární. Fodor do periferních modulárních systémů zahrnuje percepční procesy (zrak, sluch) a schopnost učení se řeči.
Modul
Moduly jsou samostatné, vrozené neurální struktury (funkční jednotky), které jsou doménově specifické. Pracují automaticky a rychle – jsou řízeny podněty z okolí a reagují vždy jen na specifický typ podnětů. Moduly fungují za všech podmínek stejně na základě univerzálních principů (jako příklad uvádí řeč, kterou vždy vnímáme jako jednotlivá slova namísto pouhého proudu zvuku, přestože se jedná o cizí jazyk.). Fungování modulu nemůže být ovlivněno vyššími kognitivními schopnostmi (např. předchozí zkušeností), protože jsou „informačně zapouzdřené“. Neprobíhá interakce ani vzájemná výměna informací.
Informační zapouzdřenost, tedy neprůchodnost informací z modulu a mezi různými moduly (neovlivnitelnost modulárních funkcí centrálním systémem) demonstruje v praxi Müller-Lyerova optická iluze (obrázek 1). Úsečka B se nám jeví jako delší oproti úsečce A, přestože jsme obeznámeni s účinky této iluze a víme, že jsou obě dvě stejně dlouhé. Účinek iluze nepomine ani po přeměření obou úseček – tendenci vnímat linii B jako delší (omyl vizuálního systému) nelze ovlivnit zkušeností, úsudkem či přesvědčením.
Percepční procesy (např. zrakové a sluchové vnímání, porozumění a produkce řeči) jsou uspořádány ve vrozených (tj. pevně daných, geneticky určených) účelových modulech nebo „systémech vstupů“. Každý z těchto modulů funguje podle Fodora zcela nezávisle na ostatních, používá vlastní jednoúčelové procesy a reaguje na jedinečné vstupy z prostředí. Účelem modulů je rychlá reakce na podstatné podněty (např. v případě ohrožení života) a omyly typu Müller-Lyerovy iluze jsou neškodné a proto zanedbatelné.
Pojmem „centrální kognitivní procesy“ označuje Fodor složitější kognitivní procesy jako myšlení, plánování, rozhodování aj. Těchto procesů je velmi mnoho a přes svou komplexnost a složitost nemohou být modulární. Fungování centrálního systému je natolik složité, že o něm nejsme schopni zjistit nic dalšího.

### Masivní modularita a model švýcarského nože – evoluční psychologie
Leda Cosmidesová a John Tooby (1992)
Extrémní případ modularity nalezneme v evoluční psychologii. Cosmidesová a Tooby (1992) rozšiřují Fodorovu modularitu na vyšší kognitivní procesy a vytvářejí tak představu mysli složené (cele a výhradně) z modulů. Selekční tlak během evolučního vývoje upřednostňoval modulární způsob řešení problémů (pevně daný a univerzální pro všechny lidi). Cosmidesová a Tooby tvrdí, že: způsob řešení mnoha základních kognitivních problémů společenského života, jako je odhalování podvodníků, používání nástrojů, sociální manipulace druhých, výběr partnera, učení se řeči atd., se v evoluci pod selekčním tlakem vyvinul tak, aby fungoval modulárním způsobem přesně stejně, jak si to Fodor (1983) představoval u percepčních modulů. 
Doménově generální mysl by byla neefektivní, protože je výhodnější a rychlejší mít k řešení problému vždy specifický nástroj (jako u švýcarského nože). Děti by se nedokázaly tak rychle učit, kdyby bylo vše založeno jen na předchozích zkušenostech (viz N. Chomsky a jeho univerzální gramatika). Doménově specifické moduly, umožňující rychlé a tudíž výhodnější řešení problému by měly být dle principu Darwinova přirozeného výběru upřednostňovány před interagující generální myslí. Autoři svou domněnku opírají o tvrzení, že si příroda vždy volí jednodušší a nejméně náročnou cestu. Mysl je přirovnána ke švýcarskému noži – celý mozek je rozdělen na mnoho na sobě nezávislých modulů. Svou teorii se snaží podložit experimentálním výzkumem s cílem nalézt tato centra vyšších kognitivních funkcí. Popisují však pouze jediné takové centrum – modul odhalování podvodníků.
Sperberův model flexibilní metareprezentační modularity (1994)
Přirozené prostředí člověka se v poslední době velmi rychle změnilo a proto je nepravděpodobné, že by se lidská mysl (adaptovaná na Pleistócen) na tyto nové aspekty adaptovala za tak krátkou dobu vytvořením nových modulů. Samotné čtení a psaní bylo z hlediska historie lidské existence vyvinuto teprve nedávno a proto nemůže být kultura začleněna do teorie masivní modularity. Speber (1994) považuje mozek za natolik flexibilní, že se na řešení nových problémů dokázal adaptovat bez vzniku nových modulů.
Mysl je integrovaná hierarchie různých modulů, které fungují individuálně (dle Fodorovy teorie), jsou však schopny produkovat také flexibilní myšlení a kooperovat, uzpůsobují se novým potřebám a řeší nové typy problémů.
Mysl se skládá z modulů – „pojmových domén“, které přijímají veškeré senzorické informace související s daným pojmem a vytváří tak síť pojmových „kapslí“. Například pojem „pes“ máme spojen s jeho vizuálním vzezřením (4 nohy, ocas…), hlasovým projevem (štěká), typickým zápachem a emocionální složkou (máme z něj nějaký pocit). Všechny tyto složky nakonec vytvářejí kategorii všech objektů, které jsou nějakým způsobem „psí“ a spadají pod pojem pes. Percepční moduly tedy sice existují, ale nejsou informačně zapouzdřené, jejich výstupy vedou do sebe navzájem a tvoří komplexní propojenou síť pojmových modulů. Tento princip umožňuje vysokou flexibilitu za použití Fodorových modulů.
Vyšší procesy zpracovává „Metareprezentační modul“, který je jakýmsi centrem pracujícím s informacemi týkajícími se pojetí pojmu. Jedná se o čistě lidskou schopnost nalézání spojitosti či rozdílů mezi jednotlivými pojmy – vytváření reprezentace pojmů napříč všemi doménami. Metareprezentační modul umožňuje lidskou tvořivost, představivost a celistvé myšlení – existence fenoménu kultury již tedy není problémem.

### Vývojová psychologie a otázka modularity
Sperberovo pojetí modularity (1994) sice uspokojuje jednu část kritiky, ale stále si nedokáže poradit se zásadním problémem, totiž ontogenezí. Modularita vylučuje existenci ontogenetického vývoje, ve kterém má velkou úlohu učení. Ontogenetický vývoj člověka (jeho přeměnu od početí po smrt) a schopnost učit se během života však nelze popřít
Karmiloffová-Schmithová (1996)
Podle teorie této vývojové psycholožky se člověk nerodí s vrozenými a vyvinutými moduly, ale pouze se sklony a stereotypy, které jsou dány geneticky). Tyto sklony a stereotypy ovlivňují zaměření pozornosti (jakým podnětům dává dítě přednost před jinými), ale stále jsou jen možností a dítě se může rozhodnout zaměřit svou pozornost na jiný objekt (nebo může být zaměření pozornosti ovlivněno prostředím). Doménově specifickou se proto mysl stává až během vývoje a zrání mozku, tedy po narození. Následný vývoj vede k otevírání domén („demodularizace“) a informace v nich obsažené jsou přístupné celé mysli.
Vývoj probíhá ve 3 fázích:
- Modularizace: Informace vytvářejí mentální reprezentace, které se třídí do samostatných domén. Při učení se každá informace zařadí do příslušné domény. V této fázi neexistují vztahy a souvislosti s informacemi v jiných doménách. Takto u dětí vznikají implicitní znalosti – děti mají vědomosti, ty však nejsou k dispozici jako vědomé myšlenky.
- Reprezentační redeskripce (RR): Proces, při kterém jsou implicitní mentální reprezentace dětí přepisovány do explicitního formátu. Stávají se abstraktnější, vzrůstá dostupnost informací napříč doménami. Proces RR umožňuje širší pochopení souvislostí.
- Konečný výsledek je propojenost informací mezi doménami a vyvinutí schopnosti vyhledávat v doménách (Sperberova metareprezentace). Vyhledávání umožňuje nahlížet na poznatky z různých úhlů pohledu tak, jak to zvládá mysl dospělého.

Jiní vývojoví psychologové uznávají existenci primitivních funkčních modulů pro základní operace (počet, kauzalita, jazyk), ale pokládají je pouze za základ nutný pro vývoj vyšších kognitivních funkcí, které již modulárně nepracují

## Závěr
Existuje mnoho dalších studií a experimentů, které se snaží nalézt odpověď na otázku dualismu doménově generální versus doménově specifická mysl. Kritika upozorňuje na nedostatky teorií a nutí vědce přepracovat své závěry. Moderní zobrazovací metody umožňují podrobnější a přesnější studium zdravého mozku na základě měření jeho aktivity při zcela běžných činnostech. Existence některých nalezených center (např. vizuální centra, řečová centra) se jeví jako dobře podložená a nevyvratitelná. Otázka modularity však zatím pro moderní neurovědce zůstává otevřená.